# 王登聯
王登聯（？—1666年），字捷軒，漢軍鑲紅旗人，清朝政治人物，諡愨愍。

## 生平
順治六年貢生，授河南鄭州知州。順治八年，任山東按察司僉事、分巡濟南。順治十三年，任通政使司右參議。順治十四年，改通政使司左參議。順治十五年，任順天府府丞。順治十七年，任大理寺少卿、大理寺卿、保定巡撫。順治十八年，任工部尚書、直隸巡撫。康熙五年，因京東諸路圈地擾民，奏請朝廷停止圈地，因此得罪鰲拜。後被鰲拜矯詔處死，民眾都為其哀悼。後被康熙帝昭雪，入祀直隸名宦祠。有子王盛唐。